# C와 C++의 연산자
이것은 C와 C++ 프로그래밍 언어의 연산자의 목록이다. 나열된 모든 연산자는 C++에 존재한다. 네번째 열("C에 포함됨")은 해당 연산자가 C에 존재하는지를 표시한다. C는 연산자 오버로딩을 지원하지 않는다.
연산자가 오버로드되지 않았다면, &&, ||, ,(쉼표 연산자) 연산자는 첫 번째 피연산자(operand)가 평가된 시점이 시퀀스 포인트이다.
C++는 형 변환 연산자인 const_cast, static_cast, dynamic_cast, reinterpret_cast를 포함한다. 이들 연산자의 서식은 우선순위 단계가 중요하지 않다는 것을 의미한다.
C와 C++에서 사용 가능한 연산자 중 대부분은  C#, 자바, 펄, 그리고 PHP와 같은 다른 언어에서도 동일한 우선순위, 결합법칙,  의미론으로 사용가능하다.

## 연산자 표
이 표에서 a, b, c는 경우에 따라 유효한 값(리터럴, 변수 값, 반환 값), 개체 이름, 왼쪽 값(lvalue)을 나타낸다. R, S, T는 자료형을 나타내고 K는 클래스나 열거형을 나타낸다.

### 산술 연산자
| 대입                  | 대입                  | a = b | 예 | 예 | T& T::operator=(const T& b);     | 빈칸                                 |
| 덧셈                  | 덧셈                  | a + b | 예 | 예 | T ::operator+(const T& b) const; | T operator+(const T& a, const T& b); |
| 뺄셈                  | 뺄셈                  | a - b | 예 | 예 | T ::operator-(const T& b) const; | T operator-(const T& a, const T& b); |
| 단항 덧셈 (정수 승급) | 단항 덧셈 (정수 승급) | +a    | 예 | 예 | T ::operator+() const;           | T operator+(const T& a);             |
| 단항 뺄셈 (반수)      | 단항 뺄셈 (반수)      | -a    | 예 | 예 | T ::operator-() const;           | T operator-(const T& a);             |
| 곱셈                  | 곱셈                  | a * b | 예 | 예 | T ::operator*(const T& b) const; | T operator*(const T &a, const T& b); |
| 나눗셈                | 나눗셈                | a / b | 예 | 예 | T ::operator/(const T& b) const; | T operator/(const T& a, const T& b); |
| 모듈러 (나머지)       | 모듈러 (나머지)       | a % b | 예 | 예 | T ::operator%(const T& b) const; | T operator%(const T& a, const T& b); |
| 증가                  | 전위                  | ++a   | 예 | 예 | T& T::operator++();              | T& operator++(T& a);                 |
| 증가                  | 후위                  | a++   | 예 | 예 | T ::operator++(int);             | T operator++(T& a, int);             |
| 감소                  | 전위                  | --a   | 예 | 예 | T& T::operator--();              | T& operator--(T& a);                 |
| 감소                  | 후위                  | a--   | 예 | 예 | T ::operator--(int);             | T operator--(T& a, int);             |

### 비교 연산자/관계 연산자
| 연산자 이름 | 구문    | 오버로드 가능 | C에서 포함됨 | 프로토타입 예제                        | 프로토타입 예제                              |
| 연산자 이름 | 구문    | 오버로드 가능 | C에서 포함됨 | T의 멤버로서                           | 외부 클래스 정의들                           |
| ----------- | ------- | ------------- | ------------ | -------------------------------------- | -------------------------------------------- |
| 같음        | a == b  | 예            | 예           | bool T::operator==(const T& b) const;  | bool operator==(const T& a, const T& b);     |
| 같지 않음   | a != b  | 예            | 예           | bool T::operator!=(const T& b) const;  | bool operator!=(const T& a, const T& b);     |
| 큼          | a > b   | 예            | 예           | bool T::operator>(const T& b) const;   | bool operator>(const T& a, const T& b);      |
| 작음        | a < b   | 예            | 예           | bool T::operator<(const T& b) const;   | bool operator<(const T& a, const T& b);      |
| 크거나 같음 | a >= b  | 예            | 예           | bool T::operator>=(const T& b) const;  | bool operator>=(const T& a, const T& b);     |
| 작거나 같음 | a <= b  | 예            | 예           | bool T::operator<=(const T& b) const;  | bool operator<=(const T& a, const T& b);     |
| 삼단 비교   | a <=> b | 예            | 아니요       | auto T::operator<=>(const T& b) const; | auto T::operator<=>(const T& a, const T& b); |

### 논리 연산자
| 연산자 이름       | 연산자 이름       | 구문     | 오버로드 가능 | C에서 포함됨 | 프로토타입 예제                         | 프로토타입 예제                            |
| 연산자 이름       | 연산자 이름       | 구문     | 오버로드 가능 | C에서 포함됨 | T의 멤버로서                            | 외부 클래스 정의들                         |
| ----------------- | ----------------- | -------- | ------------- | ------------ | --------------------------------------- | ------------------------------------------ |
| 논리적 부정 (NOT) | 논리적 부정 (NOT) | !a       | 예            | 예           | bool T::operator!() const;              | bool operator!(const T& a);                |
| 논리적 AND        | 논리적 AND        | a & b    | 예            | 예           | bool T::operator&&(const T& b) const;   | bool operator&&(const T& a, const T& b);   |
| 논리적 OR         | 논리적 OR         | a \|\| b | 예            | 예           | bool T::operator\|\|(const T& b) const; | bool operator\|\|(const T& a, const T& b); |

연산자 && 와 || 그리고 , 는 오버로딩하지 말아야 한다. 논리 연산이 필요하다면 대신 operator bool () 을 쓰도록 하자.

### 비트 연산자
| 연산자 이름        | 연산자 이름        | 구문   | 오버로드 가능 | C에서 포함됨 | 프로토타입 예제                   | 프로토타입 예제                       |
| 연산자 이름        | 연산자 이름        | 구문   | 오버로드 가능 | C에서 포함됨 | T의 멤버로서                      | 외부 클래스 정의들                    |
| ------------------ | ------------------ | ------ | ------------- | ------------ | --------------------------------- | ------------------------------------- |
| 비트 NOT           | 비트 NOT           | ~a     | 예            | 예           | T ::operator~() const;            | T operator~(const T& a);              |
| 비트 AND           | 비트 AND           | a & b  | 예            | 예           | T ::operator&(const T& b) const;  | T operator&(const T& a, const T& b);  |
| 비트 OR            | 비트 OR            | a \| b | 예            | 예           | T ::operator\|(const T& b) const; | T operator\|(const T& a, const T& b); |
| 비트 XOR           | 비트 XOR           | a ^ b  | 예            | 예           | T ::operator^(const T& b) const;  | T operator^(const T& a, const T& b);  |
| 비트 왼쪽 시프트   | 비트 왼쪽 시프트   | a << b | 예            | 예           | T ::operator<<(const T& b) const; | T operator<<(const T& a, const T& b); |
| 비트 오른쪽 시프트 | 비트 오른쪽 시프트 | a >> b | 예            | 예           | T ::operator>>(const T& b) const; | T operator>>(const T& a, const T& b); |

### 복합 할당 연산자
| 연산자 이름             | 연산자 이름             | 구문    | 오버로드 가능 | C에서 포함됨 | 프로토타입 예제                | 프로토타입 예제                   |
| 연산자 이름             | 연산자 이름             | 구문    | 오버로드 가능 | C에서 포함됨 | T의 멤버로서                   | 외부 클래스 정의들                |
| ----------------------- | ----------------------- | ------- | ------------- | ------------ | ------------------------------ | --------------------------------- |
| 덧셈 대입               | 덧셈 대입               | a += b  | 예            | 예           | T& T::operator+=(const T& b);  | T& operator+=(T& a, const T& b);  |
| 뺄셈 대입               | 뺄셈 대입               | a -= b  | 예            | 예           | T& T::operator-=(const T& b);  | T& operator-=(T& a, const T& b);  |
| 곱셈 대입               | 곱셈 대입               | a *= b  | 예            | 예           | T& T::operator*=(const T& b);  | T& operator*=(T& a, const T& b);  |
| 나눗셈 대입             | 나눗셈 대입             | a /= b  | 예            | 예           | T& T::operator/=(const T& b);  | T& operator/=(T& a, const T& b);  |
| 모듈러 대입             | 모듈러 대입             | a %= b  | 예            | 예           | T& T::operator%=(const T& b);  | T& operator%=(T& a, const T& b);  |
| 비트 AND 대입           | 비트 AND 대입           | a &= b  | 예            | 예           | T& T::operator&=(const T& b);  | T& operator&=(T& a, const T& b);  |
| 비트 OR 대입            | 비트 OR 대입            | a \|= b | 예            | 예           | T& T::operator\|=(const T& b); | T& operator\|=(T& a, const T& b); |
| 비트 XOR 대입           | 비트 XOR 대입           | a ^= b  | 예            | 예           | T& T::operator^=(const T& b);  | T& operator^=(T& a, const T& b);  |
| 비트 왼쪽 시프트 대입   | 비트 왼쪽 시프트 대입   | a <<= b | 예            | 예           | T& T::operator<<=(const T& b); | T& operator<<=(T& a, const T& b); |
| 비트 오른쪽 시프트 대입 | 비트 오른쪽 시프트 대입 | a >>= b | 예            | 예           | T& T::operator>>=(const T& b); | T& operator>>=(T& a, const T& b); |

### 멤버와 포인터 연산자
| 연산자 이름                                   | 연산자 이름                                   | 구문  | 오버로드 가능 | C에서 포함됨 | 프로토타입 예제                | 프로토타입 예제      |
| 연산자 이름                                   | 연산자 이름                                   | 구문  | 오버로드 가능 | C에서 포함됨 | T의 멤버로서                   | 외부 클래스 정의들   |
| --------------------------------------------- | --------------------------------------------- | ----- | ------------- | ------------ | ------------------------------ | -------------------- |
| 포인터 배열                                   | 포인터 배열                                   | a[b]  | 예            | 예           | R& T::operator[](const T2& b); | 빈칸                 |
| 포인터                                        | 포인터                                        | *a    | 예            | 예           | R& T::operator*();             | R& operator*(T& a);  |
| 참조                                          | 참조                                          | &a    | 예            | 예           | T* T::operator&();             | T* operator&(T& a);  |
| 포인터 a에 할당된 객체의 멤버 b               | 포인터 a에 할당된 객체의 멤버 b               | a->b  | 예            | 예           | R* T::operator->();            | 빈칸                 |
| 객체 a의 멤버 b                               | 객체 a의 멤버 b                               | a.b   | 아니요        | 예           | 빈칸                           | 빈칸                 |
| 포인터 a에 할당된 객체의 멤버 b에 할당된 멤버 | 포인터 a에 할당된 객체의 멤버 b에 할당된 멤버 | a->*b | 예            | 아니요       | R T::operator->*(R);           | R operator->*(T, R); |
| 객체 a의 b에 할당된 멤버                      | 객체 a의 b에 할당된 멤버                      | a.*b  | 아니요        | 아니요       | 빈칸                           | 빈칸                 |

### 기타 연산자
| 연산자 이름             | 구문                     | 오버로드 가능 | C에서 포함됨 | 프로토타입 예제                       | 프로토타입 예제                  |
| 연산자 이름             | 구문                     | 오버로드 가능 | C에서 포함됨 | T의 멤버로서                          | 외부 클래스 정의들               |
| ----------------------- | ------------------------ | ------------- | ------------ | ------------------------------------- | -------------------------------- |
| 함수 호출               | a(a1, a2)                | 예            | 예           | R T::operator()(Arg1 a1, Arg2 a2, …); | 빈칸                             |
| 쉼표                    | a, b                     | 예            | 예           | R& T::operator,(R& b) const;          | R& operator,(const T& a, R& b);  |
| 삼항 연산자             | a ? b : c                | 아니요        | 예           | 빈칸                                  | 빈칸                             |
| 범위 확인               | a::b                     | 아니요        | 아니요       | 빈칸                                  | 빈칸                             |
| Size-of                 | sizeof(a) sizeof(자료형) | 아니요        | 예           | 빈칸                                  | 빈칸                             |
| 자료형 식별             | typeid(a) typeid(자료형) | 아니요        | 아니요       | 빈칸                                  | 빈칸                             |
| 캐스트                  | (자료형) a               | 예            | 예           | T::operatorR() const;                 | 빈칸                             |
| 저장소 할당             | new 자료형               | 예            | 아니요       | void* T::operator new(size_t x);      | void* operator new(size_t x);    |
| 저장소 할당 (배열)      | new 자료형[n]            | 예            | 아니요       | void* T::operator new[](size_t x);    | void* operator new[](size_t x);  |
| 저장소 할당 취소        | delete a                 | 예            | 아니요       | void T::operator delete(void* x);     | void operator delete(void* x);   |
| 저장소 할당 취소 (배열) | delete[] a               | 예            | 아니요       | void T::operator delete[](void* x);   | void operator delete[](void* x); |

## 연산자 우선순위
다음은 C와 C++ 언어에서 모든 연산자의 우선순위와 결합법칙을 나열하는 표이다. 연산자는 내림차순 우선순위에서, 위에서 아래로 나열된다. 우선순위 내림차순은 연산자와 피연산자를 묶는 행위의 우선순서를 나타낸다. 표현식을 고려해서, 어떤 행 위에 나열된 연산자는 그것의 더 아래쪽 행 위에 나열된 모든 연산자의 이전에 피연산자와 묶인다. 같은 셀에 있는 연산자는 주어진 결합법칙의 방향대로 피연산자와 묶인다. 연산자의 우선순위는 오버로딩에 의해 영향받지 않는다. 연산자의 피연산자들이 모두 평가된 후에 그 연산자로 결과값이 계산되는 순서로 평가된다.
C와 C++에서 표현식의 구문은 문맥 자유 문법에 의해 지정된다. 여기에 주어진 표는 문법으로부터 추론되었다. ISO C 1999년 표준에 대해, 항목 6.5.6 주 71은 C 연산자의 우선순위를 정의하는 사양에 의해 제공되는 C 문법을 정하고, 또한 사양의 항목 순서를 밀접하게 따라가는 문법으로 인한 연산자 우선순위를 정한다:
[C] 구문 [즉, 문법]은 첫 번째 가장높은 우선순위, 하위조항의 주요 하위조항의 순서와 동일한, 표현식의 평가에서 연산자 우선순위를 지정한다.

우선순위 표는, 대부분 적절하지만, 몇 가지 세부 정보를 해결할 수 없다. 특히, 3항 연산자는 그것의 중간 피연산자로서 어떤 임의의 표현식을 허용함에도 불구하고, 할당 및 쉼표 연산자보다 높은 우선순위가 있는 것으로서 나열된다는 것을 참고한다. 그러므로 a ? b , c : d는 a ? (b, c) : d로서 해석되고, (a ? b), (c : d)로서 무의미하지 않다. 또한, 즉시, C 캐스트 표현식의 괄호묶지않은 결과는 sizeof의 피연산자가 될 수 없다는 것을 참고한다. 따라서, sizeof (int) * x는 (sizeof(int)) * x으로 해석되고 sizeof ((int) *x)가 아니다.
| 우선순위 | 연산자           | 설명                                            | 결합법칙        |
| -------- | ---------------- | ----------------------------------------------- | --------------- |
| 1        | ::               | 범위 확인 (C++만)                               | 왼쪽에서 오른쪽 |
| 2        | ++               | 후위 증가                                       | 왼쪽에서 오른쪽 |
| 2        | --               | 후위 감소                                       | 왼쪽에서 오른쪽 |
| 2        | ()               | 함수 호출                                       | 왼쪽에서 오른쪽 |
| 2        | []               | 배열 첨자                                       | 왼쪽에서 오른쪽 |
| 2        | .                | 참조에 의한 요소 선택                           | 왼쪽에서 오른쪽 |
| 2        | ->               | 포인터를 통해 요소 선택                         | 왼쪽에서 오른쪽 |
| 2        | typeid()         | 런타임 형식 정보 (C++만) (typeid 참조)          | 왼쪽에서 오른쪽 |
| 2        | const_cast       | 자료형 캐스트 (C++만) (const cast 참조)         | 왼쪽에서 오른쪽 |
| 2        | dynamic_cast     | 자료형 캐스트 (C++만) (dynamic cast 참조)       | 왼쪽에서 오른쪽 |
| 2        | reinterpret_cast | 자료형 캐스트 (C++만) (reinterpret cast 참조)   | 왼쪽에서 오른쪽 |
| 2        | static_cast      | 자료형 캐스트 (C++만) (static cast 참고)        | 왼쪽에서 오른쪽 |
| 3        | ++               | 전위 증가                                       | 오른쪽에서 왼쪽 |
| 3        | --               | 전위 감소                                       | 오른쪽에서 왼쪽 |
| 3        | +                | 단항 덧셈                                       | 오른쪽에서 왼쪽 |
| 3        | -                | 단항 뺄셈                                       | 오른쪽에서 왼쪽 |
| 3        | !                | 논리적 NOT                                      | 오른쪽에서 왼쪽 |
| 3        | ~                | 비트 NOT                                        | 오른쪽에서 왼쪽 |
| 3        | (자료형)         | 자료형 캐스트                                   | 오른쪽에서 왼쪽 |
| 3        | *                | 우회 (역참조)                                   | 오른쪽에서 왼쪽 |
| 3        | &                | 의-주소                                         | 오른쪽에서 왼쪽 |
| 3        | sizeof           | 의-크기                                         | 오른쪽에서 왼쪽 |
| 3        | new, new[]       | 동적 메모리 할당 (C++만)                        | 오른쪽에서 왼쪽 |
| 3        | delete, delete[] | 동적 메모리 할당해제 (C++만)                    | 오른쪽에서 왼쪽 |
| 4        | .*               | 멤버접근 포인터 (C++만)                         | 왼쪽에서 오른쪽 |
| 4        | ->*              | 멤버접근 포인터 (C++만)                         | 왼쪽에서 오른쪽 |
| 5        | *                | 곱셈                                            | 왼쪽에서 오른쪽 |
| 5        | /                | 나눗셈                                          | 왼쪽에서 오른쪽 |
| 5        | %                | 계수 (나머지)                                   | 왼쪽에서 오른쪽 |
| 6        | +                | 덧셈                                            | 왼쪽에서 오른쪽 |
| 6        | -                | 뺄셈                                            | 왼쪽에서 오른쪽 |
| 7        | <                | 비트 왼쪽 시프트                                | 왼쪽에서 오른쪽 |
| 7        | >                | 비트 오른쪽 시프트                              | 왼쪽에서 오른쪽 |
| 8        | <=>              | 삼단 비교                                       | 왼쪽에서 오른쪽 |
| 9        | <                | 관계적 연산자들에 대해 < 각각의                 | 왼쪽에서 오른쪽 |
| 9        | <=               | 관계적 연산자들에 대해 ≤ 각각의                 | 왼쪽에서 오른쪽 |
| 9        | >                | 관계적 연산자들에 대해 > 각각의                 | 왼쪽에서 오른쪽 |
| 9        | >=               | 관계적 연산자들에 대해 ≥ 각각의                 | 왼쪽에서 오른쪽 |
| 10       | ==               | 관계적 = 각각의                                 | 왼쪽에서 오른쪽 |
| 10       | !=               | 관계적 ≠ 각각의                                 | 왼쪽에서 오른쪽 |
| 11       | &                | 비트 AND                                        | 왼쪽에서 오른쪽 |
| 12       | ^                | 비트 XOR (배타적 or)                            | 왼쪽에서 오른쪽 |
| 13       | \|               | 비트 OR (포함적 or)                             | 왼쪽에서 오른쪽 |
| 14       | &                | 논리 AND                                        | 왼쪽에서 오른쪽 |
| 15       | \|\|             | 논리 OR                                         | 왼쪽에서 오른쪽 |
| 16       | ?:               | 3항 연산자 조건부 (?: 참조)                     | 오른쪽에서 왼쪽 |
| 17       | =                | 직접 할당 (C++ 클래스를 위해 기본적으로 제공됨) | 오른쪽에서 왼쪽 |
| 17       | +=               | 덧셈에 의한 할당                                | 오른쪽에서 왼쪽 |
| 17       | -=               | 뺄셈에 의한 할당                                | 오른쪽에서 왼쪽 |
| 17       | *=               | 곱셈에 의한 할당                                | 오른쪽에서 왼쪽 |
| 17       | /=               | 나눗셈에 의한 할당                              | 오른쪽에서 왼쪽 |
| 17       | %=               | 나머지에 의한 할당                              | 오른쪽에서 왼쪽 |
| 17       | <=               | 비트 왼쪽 시프트에 의한 할당                    | 오른쪽에서 왼쪽 |
| 17       | >=               | 비트 오른쪽 시프트에 의한 할당                  | 오른쪽에서 왼쪽 |
| 17       | &=               | 비트 AND에 의한 할당                            | 오른쪽에서 왼쪽 |
| 17       | ^=               | 비트 XOR에 의한 할당                            | 오른쪽에서 왼쪽 |
| 17       | \|=              | 비트 OR에 의한 할당                             | 오른쪽에서 왼쪽 |
| 18       | throw            | 던지기 연산자 (던지기 예외, C++만)              |                 |
| 19       | ,                | 쉼표                                            | 왼쪽에서 오른쪽 |

### 참고 사항
우선순위 표는 명시적으로 괄호에 의해 지정되지 않을 때, 체인화된 표현식들에서 바인딩의 순서를 결정한다.
- 예를 들어, ++x*3은 얼핏 보면 모호해 보이지만, 우선순위 표에 따르면 x는 *연산자보다 전위 ++연산자를 더 우선시하고, 따라서 ++x 연산을 수행한 후에 x*3 연산을 수행하게 된다.
- 3*x++도 마찬가지로, 후위 ++연산자가 가장 나중에 실행될 것처럼 보이지만, 우선순위에 따라 x++ 연산을 먼저 수행하게 된다. 그러나 x++ 연산은 후위 연산자라서 변수의 값을 사용 후에 증가시키므로, 결국 출력값은 x*3으로 출력이 된 후에, x값이 증가한다.

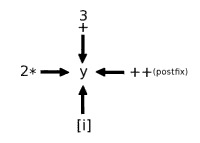
우선순위 및 바인딩

- 우선순위 또는 바인딩의 문제를 추상화한, 오른쪽 그림을 보자. 컴파일러의 직업은 여러 y에게 바인딩으로 경쟁하는 단항 연산자들[참고 17]중 하나인, 표현식으로 도표를 해결하는 것이다. 우선순위 표의 순서는 각 행동에 대한 최종 하위-표현식들로 해결된다: ( . )[ i ]은 오직 y에 대해 작동하고, ( . )++은 오직 y[i]에 대해 작동하고, 2*( . )은 오직 y[i]++에 대해 작동하고 3+( . )은 '오직' 2*((y[i])++)에 대해 작동한다. 어떤 하위 표현식이 우선순위 표에서 명확한 각 연산자에 의해서 작동되지만 각 연산자의 행위가 우선순위 표에 의해결되지 않을 때를 참고하는 것은 중요하다; 이 예제에서, ( . )++ 연산자는 오직 우선순위 규칙에 의해 y[i]에서 작동하지만 단독 바인딩 수준들은 후위 연산자 ++의 타이밍을 표시하지 않는다[참고 18].

다중-문자 순서들을 포함하고 있는 연산자의 대부분은 각 문자의 연산자 이름에서 내장된 "이름"이 주어진다. 예를 들어, += 및 -=은 더 자세한 "덧셈에 의한 할당" 및 "뺄셈에 의한 할당" 대신에, '덧셈 등호(들)' 및 '뺄셈 등호(들)'이라고 자주 부른다.
C와 C++에서 연산자의 바인딩은 (해당 규칙에서)오히려 우선순위 표보다, 인수분해된 언어 문법에 의해 지정된다. 이것은 몇 가지 미묘한 갈등을 만든다. 예를 들어, C에서, 조건부 표현식에 대한 구문은:
```
논리적 OR 표현식 ? 
표현식
 : 조건부-표현
```

하지만 C++에서 그것은:
```
논리적 OR 표현식 ? 
표현식
 : 할당-표현
```

따라서 표현식:
```
e = a < d ? a++ : a = d

```

은 두 언어에서 다르게 분석되었다. C에서, 이 표현은 구문 오류이지만, 많은 컴파일러는 그것을 이와 같이 분석한다:
e = ((a < d ? a++ : a) = d)
lvalue가 아닌 조건 표현식(a++일 수 있다)의 결과 때문에, 이것은 의미론적 오류이다. C++에서, 그것은 이와 같이 분석한다:
e = (a < d ? a++ : (a = d))
그리고 그것은 올바른 표현식이다.
비트 논리 연산자의 우선순위는 비판받고 있다. 개념적으로, &와 |은 +와 *같이 산술 연산자이다.
표현식 a & b == 7은 a & (b == 7)로 분석했던 반면 표현식 a + b == 7은 구문적으로 (a + b) == 7로 분석했다. 이것은 그들이 다른방법으로 했던 것보다 더 자주 사용되는 괄호가 필요하다.

### C++ 연산자 동의어
C++는 연산자들의 숫자에 대한 별명으로서 작동하는 키워드를 정의한다:
and (&&), bitand (&), and_eq (&=), or (||), bitor (|), or_eq (|=), xor (^), xor_eq (^=), not (!), not_eq (!=), compl (~). 그것들은 그들이 각 연산자의 이름 (문자 열)에 대한 간단한 텍스트 별명을 제외한, 다른 이름 아래에서 연산자가 같지 않음으로 그들이 대체하는 상징으로서 같은 방법을 정확하게 사용될 수 있다. 예를 들어, bitand는 비트 연산자뿐만 아니라 address-of 연산자를 대체하는 데 사용될 수 있고, 그것이 심지어 참조 자료형들을 지정하는 데 사용될 수 있다.
int bitand ref = n;
ANSI C 사양은 헤더 파일 iso646.h에서 전처리 매크로로 이러한 키워드에 대한 허용을 만든다. C와의 호환성을 위해, C++는 헤더 ciso646을 제공하고, 또한#include<ciso646.h>는 효과가 없다.

## 참고 문헌
- Dodrill, Gordon (1992년 1월 20일). 《C++ Tutor》. Coronado Enterprises. 2008년 8월 21일에 원본 문서에서 보존된 문서. 2010년 3월 8일에 확인함.